# Arno Peters

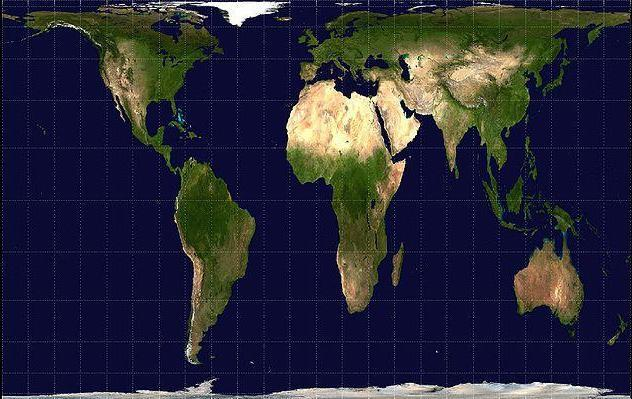
Arno Peters projektion.

Arno Peters, född 22 maj 1916 i Berlin, död 2 december 2002 i Bremen, var en tysk kartograf och historiker.
Peters utvecklade Peters världskarta, baserad på Gall–Peters kartprojektion.
I Peters världskarta får länder och kontinenter rätt ytproportioner. Detta till skillnad mot den vanliga Mercator-projektionen som får en vinkelkorrekt (men inte ytkorrekt) projektion vilket innebär användbarhet som sjökort och i kartor. 